# Löwen-Apotheke (Calvörde)
Die Löwen Apotheke in Calvörde ist eine der ältesten Apotheken im Landkreis Börde, gegründet wurde sie 1669. Sie befindet sich im denkmalgeschützten Haus Geschwister-Scholl-Straße 22 unweit des historischen Marktplatzes. 

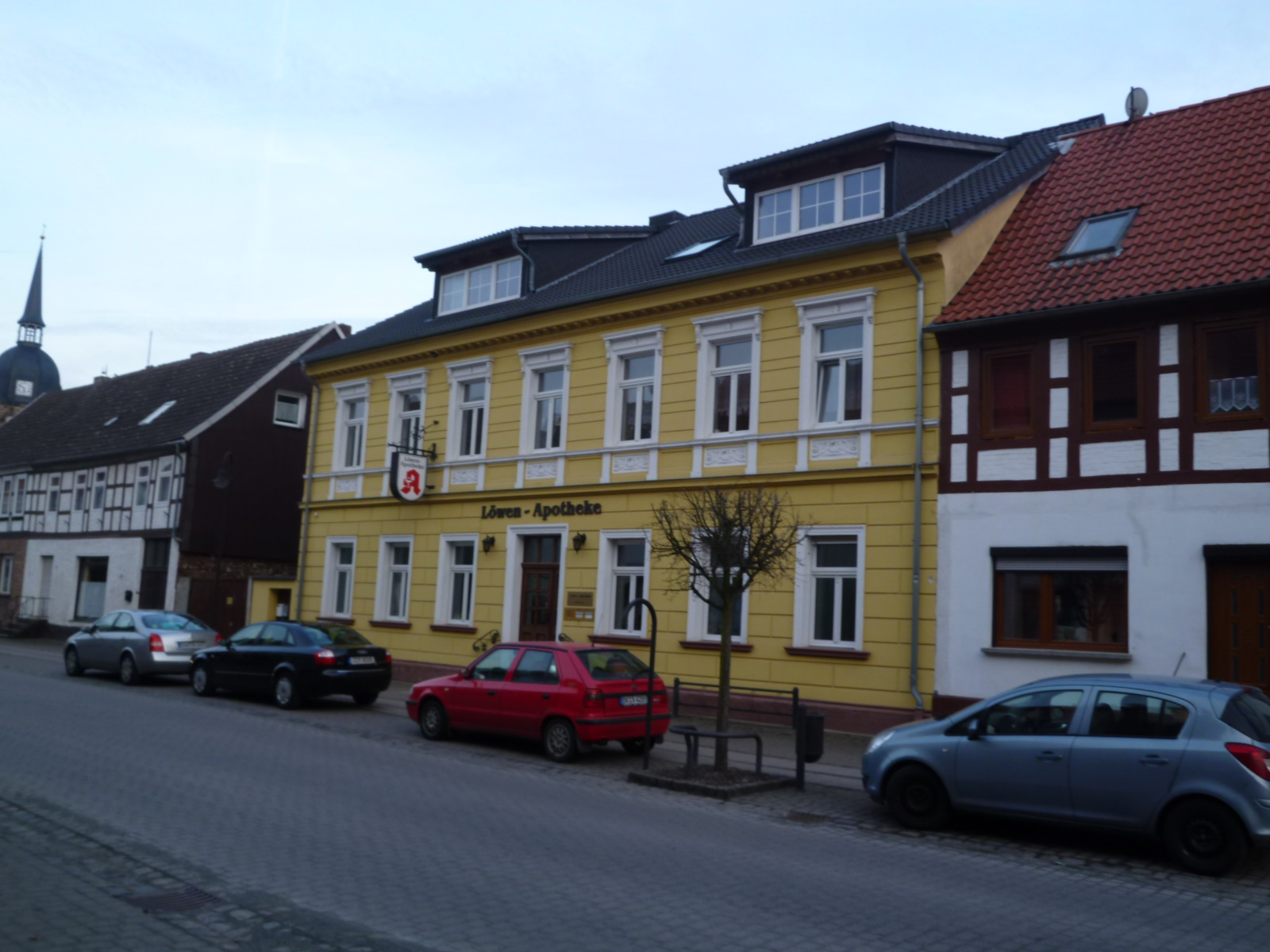
Löwen-Apotheke 2011

## Geschichte
Am 17. Juli 1699 erhielt der Materialienhändler Elias Kreck durch den Herzog von Braunschweig die Genehmigung, in Calvörde eine Apotheke zu errichten. Die Apotheke wurde im Jahr 1750 Staatseigentum, aber bereits im Jahr 1771 für 1200 Taler an den Apotheker Friedrich Böhl wieder verkauft. Die Apotheke erhielt im Jahr 1773 das Privileg. 1781 war der Apotheker Friedrich Riesell Besitzer der Apotheke. Bis zum Jahr 1855 wechselten die Besitzer häufig:
- Rudolf Sandorfy (1827–1834)
- Friedrich Wilhelm Theodor Alexander Schultz (1834–1843)
- Wilhelm Laacke (1843–1854)
- Friedrich August Plathner (1854–1855)

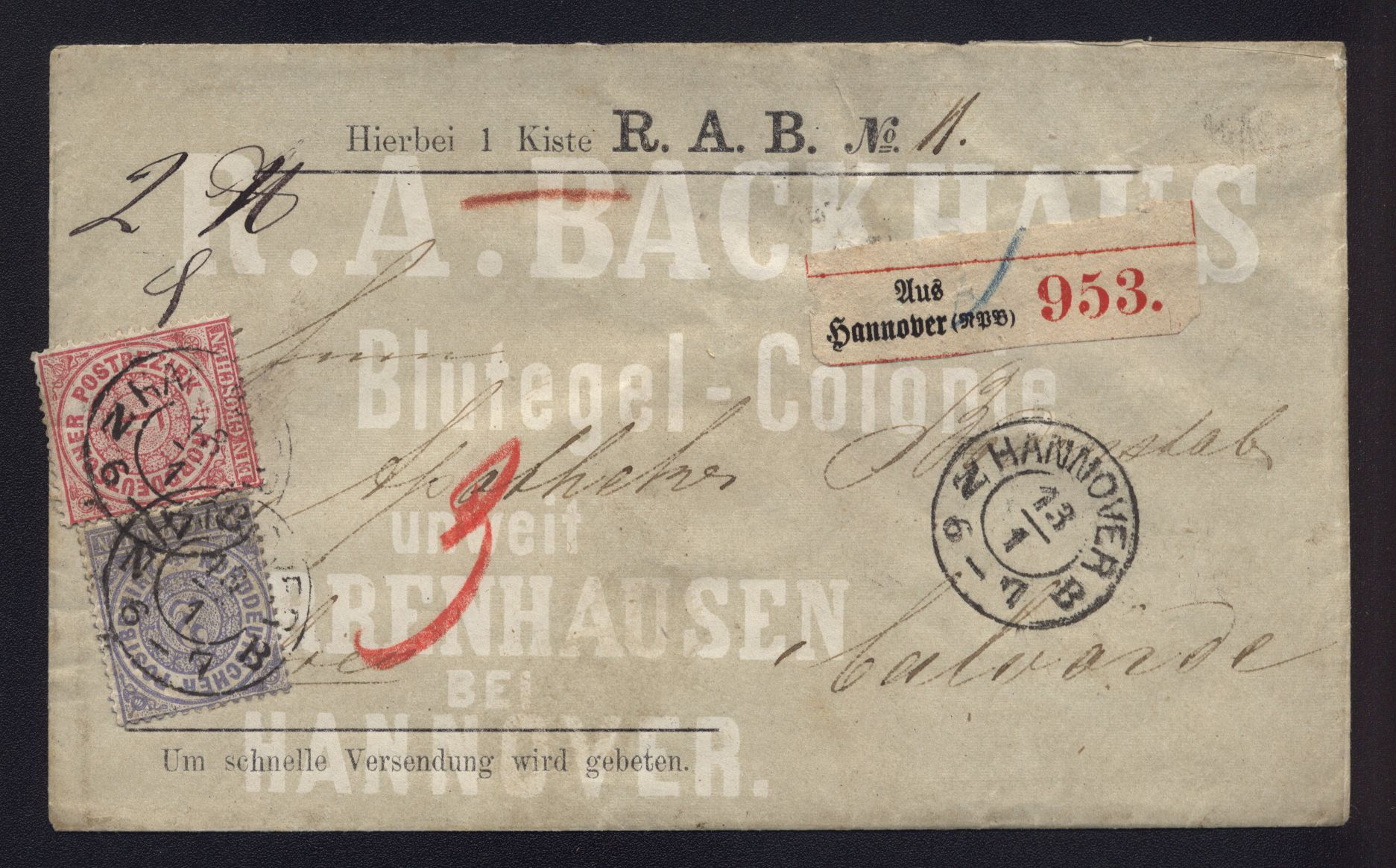
Paketbegleitbrief der R. A. Backhaus Blutegel Colonie unweit Herrenhausen bei Hannover an den Apotheker Bodenstab in Calvörde vom 13. Januar 1870

Im Jahre 1855 erwarb Friedrich Wilhelm Bodenstab die Apotheke. Er ließ das Haus in der heutigen Form im Jahr 1856 neu aufbauen. 1885 erbte sein Sohn Emil Bodenstab die Apotheke. Danach kaufte der Apotheker Herrmann Weidlich die Apotheke (1895). Bis 1903 war sie in seinem Besitz. Am 1. Oktober 1903 wurde sie an Hans Lewin weiterverkauft. Im Jahr 1912 kaufte Ernst-Leberecht Klug die Apotheke in Calvörde und vererbte sie 1941 seinem Sohn Hans-Leberecht Klug, der die Apotheke bis 1958 besaß. In diesem Jahr verließ er die DDR und ging nach Marburg. 1959 wurde die Apotheke verstaatlicht und von Ingobert Wendt geleitet. 1985 übernahm die Apothekerin Stöhr die Leitung.
Im Jahr 1993 kaufte der Apotheker Klaus Wolff die Apotheke und nannte die bis dahin namenlose Apotheke "Löwen-Apotheke". Unter der Leitung von Klaus Wolff wurde die Apotheke umfassend umgestaltet und modernisiert.